# UEFA Champions League 2021-2022 (fase a eliminazione diretta)
La fase a eliminazione diretta della UEFA Champions League 2021-2022 si è disputata tra il 15 febbraio 2022 e il 28 maggio 2022. Hanno partecipato a questa fase della competizione 16 club: le due semifinaliste vincenti si sono sfidate nella finale di Saint-Denis (Francia).

## Date
Tutti i sorteggi vengono effettuati nel quartier generale dell'UEFA a Nyon (Svizzera).
| Turno            | Sorteggio                       | Andata                                            | Ritorno                                           |
| ---------------- | ------------------------------- | ------------------------------------------------- | ------------------------------------------------- |
| Ottavi di finale | 13 dicembre 2021, ore 15:00 CET | 15-16 e 22-23 febbraio 2022                       | 8-9 marzo e 15-16 marzo 2022                      |
| Quarti di finale | 18 marzo 2022, ore 12:00 CET    | 5-6 aprile 2022                                   | 12-13 aprile 2022                                 |
| Semifinali       | 18 marzo 2022, ore 12:00 CET    | 26-27 aprile 2022                                 | 3-4 maggio 2022                                   |
| Finale           | 18 marzo 2022, ore 12:00 CET    | 28 maggio 2022 allo Stade de France (Saint-Denis) | 28 maggio 2022 allo Stade de France (Saint-Denis) |

## Formato
Partecipano alla fase a eliminazione diretta i 16 club che si sono classificati al primo o al secondo posto nei rispettivi gruppi della fase a gironi della UEFA Champions League.
Ogni turno della fase a eliminazione diretta, eccetto la finale, viene disputato in gara doppia (andata e ritorno), in modo che ogni squadra possa giocare una gara in casa. Si qualifica al turno successivo la squadra che nel computo totale realizza più gol. A differenza della precedente edizione, il 24 giugno 2021, l'UEFA ha approvato l'abolizione della regola dei gol in trasferta, che era stata usata dal 1965. Se al termine delle partite di andata e ritorno le due squadre hanno segnato in totale lo stesso numero di reti, il vincitore non è deciso da chi ha segnato più reti in trasferta, ma dalla disputa dei tempi supplementari. In caso di ulteriore parità, il vincitore è deciso tramite la disputa dei tiri di rigore. Nella finale, giocata in gara secca, se al termine dei tempi regolamentari il punteggio è di parità, si procede con la disputa dei tempi supplementari seguiti, eventualmente, dai tiri di rigore.
Il meccanismo dei sorteggi per ogni turno è il seguente:
- nel sorteggio per gli ottavi di finale, sono "teste di serie" le 8 squadre vincitrici dei gironi di UEFA Champions League, mentre non sono "teste di serie" le 8 seconde di ciascun gruppo. Ogni club della prima fascia ("teste di serie") viene sorteggiato con uno della seconda fascia ("non teste di serie") e ha il diritto di giocare in casa la gara di ritorno. Agli ottavi di finale non possono incontrarsi squadre provenienti dalla stessa federazione o dallo stesso girone di UEFA Champions League;
- a partire dal sorteggio per i quarti di finale in poi, non vi è più alcuna restrizione e possono incontrarsi tra loro anche club della stessa federazione.

## Squadre
| Legenda                                         |
| ----------------------------------------------- |
| Finalisti della UEFA Champions League 2021-2022 |
| Semifinalisti                                   |
| Eliminati ai quarti di finale                   |
| Eliminati agli ottavi di finale                 |

| Squadre             | Coeff   |
| ------------------- | ------- |
| Bayern Monaco       | 134.000 |
| Real Madrid         | 127.000 |
| Manchester City     | 125.000 |
| Juventus            | 120.000 |
| Atlético Madrid     | 115.000 |
| Manchester Utd      | 113.000 |
| Paris Saint-Germain | 113.000 |
| Liverpool           | 101.000 |

| Squadre          | Coeff  |
| ---------------- | ------ |
| Chelsea          | 98.000 |
| Ajax             | 82.500 |
| Villarreal       | 63.000 |
| Salisburgo       | 59.000 |
| Benfica          | 58.000 |
| Inter            | 53.000 |
| Sporting Lisbona | 45.500 |
| Lilla            | 14.000 |

## Tabellone
|  | Ottavi di finale    | Ottavi di finale  | Ottavi di finale | Ottavi di finale |   |                 | Quarti di finale | Quarti di finale | Quarti di finale | Quarti di finale |  |                 | Semifinali | Semifinali | Semifinali | Semifinali |           |   | Finale | Finale |
|  |                     |                   |                  |                  |   |                 |                  |                  |                  |                  |  |                 |            |            |            |            |           |   |        |        |
|  | Benfica             | 2                 | 1                | 3                |   |                 |                  |                  |                  |                  |  |                 |            |            |            |            |           |   |        |        |
|  | Ajax                | 2                 | 0                | 2                |   |                 |                  |                  |                  |                  |  |                 |            |            |            |            |           |   |        |        |
|  | Ajax                | 2                 | 0                | 2                |   | Benfica         | 1                | 3                | 4                |                  |  |                 |            |            |            |            |           |   |        |        |
|  |                     |                   |                  |                  |   | Benfica         | 1                | 3                | 4                |                  |  |                 |            |            |            |            |           |   |        |        |
|  |                     | Liverpool         | 3                | 3                | 6 |                 |                  |                  |                  |                  |  |                 |            |            |            |            |           |   |        |        |
|  | Inter               | Liverpool         | 3                | 3                | 6 | 0               | 1                | 1                |                  |                  |  |                 |            |            |            |            |           |   |        |        |
|  | Inter               |                   |                  |                  |   | 0               | 1                | 1                |                  |                  |  |                 |            |            |            |            |           |   |        |        |
|  | Liverpool           | 2                 | 0                | 2                |   |                 |                  |                  |                  |                  |  |                 |            |            |            |            |           |   |        |        |
|  | Liverpool           | 2                 | 0                | 2                |   |                 |                  |                  |                  |                  |  | Liverpool       | 2          | 3          | 5          |            |           |   |        |        |
|  |                     |                   |                  |                  |   |                 |                  |                  |                  |                  |  | Liverpool       | 2          | 3          | 5          |            |           |   |        |        |
|  |                     | Villarreal        | 0                | 2                | 2 |                 |                  |                  |                  |                  |  |                 |            |            |            |            |           |   |        |        |
|  | Villarreal          | Villarreal        | 0                | 2                | 2 | 1               | 3                | 4                |                  |                  |  |                 |            |            |            |            |           |   |        |        |
|  | Villarreal          |                   |                  |                  |   | 1               | 3                | 4                |                  |                  |  |                 |            |            |            |            |           |   |        |        |
|  | Juventus            | 1                 | 0                | 1                |   |                 |                  |                  |                  |                  |  |                 |            |            |            |            |           |   |        |        |
|  | Juventus            | 1                 | 0                | 1                |   | Villarreal      | 1                | 1                | 2                |                  |  |                 |            |            |            |            |           |   |        |        |
|  |                     |                   |                  |                  |   | Villarreal      | 1                | 1                | 2                |                  |  |                 |            |            |            |            |           |   |        |        |
|  |                     | Bayern Monaco     | 0                | 1                | 1 |                 |                  |                  |                  |                  |  |                 |            |            |            |            |           |   |        |        |
|  | Salisburgo          | Bayern Monaco     | 0                | 1                | 1 | 1               | 1                | 2                |                  |                  |  |                 |            |            |            |            |           |   |        |        |
|  | Salisburgo          |                   |                  |                  |   | 1               | 1                | 2                |                  |                  |  |                 |            |            |            |            |           |   |        |        |
|  | Bayern Monaco       | 1                 | 7                | 8                |   |                 |                  |                  |                  |                  |  |                 |            |            |            |            |           |   |        |        |
|  | Bayern Monaco       | 1                 | 7                | 8                |   |                 |                  |                  |                  |                  |  |                 |            |            |            |            | Liverpool | 0 |        |        |
|  |                     |                   |                  |                  |   |                 |                  |                  |                  |                  |  |                 |            |            |            |            |           | 0 |        |        |
|  |                     | Real Madrid       | 1                |                  |   |                 |                  |                  |                  |                  |  |                 |            |            |            |            |           |   |        |        |
|  | Sporting Lisbona    | Real Madrid       | 1                | 0                | 0 | 0               |                  |                  |                  |                  |  |                 |            |            |            |            |           |   |        |        |
|  | Sporting Lisbona    |                   |                  | 0                | 0 | 0               |                  |                  |                  |                  |  |                 |            |            |            |            |           |   |        |        |
|  | Manchester City     | 5                 | 0                | 5                |   |                 |                  |                  |                  |                  |  |                 |            |            |            |            |           |   |        |        |
|  | Manchester City     | 5                 | 0                | 5                |   | Manchester City | 1                | 0                | 1                |                  |  |                 |            |            |            |            |           |   |        |        |
|  |                     |                   |                  |                  |   | Manchester City | 1                | 0                | 1                |                  |  |                 |            |            |            |            |           |   |        |        |
|  |                     | Atlético Madrid   | 0                | 0                | 0 |                 |                  |                  |                  |                  |  |                 |            |            |            |            |           |   |        |        |
|  | Atlético Madrid     | Atlético Madrid   | 0                | 0                | 0 | 1               | 1                | 2                |                  |                  |  |                 |            |            |            |            |           |   |        |        |
|  | Atlético Madrid     |                   |                  |                  |   | 1               | 1                | 2                |                  |                  |  |                 |            |            |            |            |           |   |        |        |
|  | Manchester Utd      | 1                 | 0                | 1                |   |                 |                  |                  |                  |                  |  |                 |            |            |            |            |           |   |        |        |
|  | Manchester Utd      | 1                 | 0                | 1                |   |                 |                  |                  |                  |                  |  | Manchester City | 4          | 1          | 5          |            |           |   |        |        |
|  |                     |                   |                  |                  |   |                 |                  |                  |                  |                  |  | Manchester City | 4          | 1          | 5          |            |           |   |        |        |
|  |                     | Real Madrid (dts) | 3                | 3                | 6 |                 |                  |                  |                  |                  |  |                 |            |            |            |            |           |   |        |        |
|  | Chelsea             | Real Madrid (dts) | 3                | 3                | 6 | 2               | 2                | 4                |                  |                  |  |                 |            |            |            |            |           |   |        |        |
|  | Chelsea             |                   |                  |                  |   | 2               | 2                | 4                |                  |                  |  |                 |            |            |            |            |           |   |        |        |
|  | Lilla               | 0                 | 1                | 1                |   |                 |                  |                  |                  |                  |  |                 |            |            |            |            |           |   |        |        |
|  | Lilla               | 0                 | 1                | 1                |   | Chelsea         | 1                | 3                | 4                |                  |  |                 |            |            |            |            |           |   |        |        |
|  |                     |                   |                  |                  |   | Chelsea         | 1                | 3                | 4                |                  |  |                 |            |            |            |            |           |   |        |        |
|  |                     | Real Madrid (dts) | 3                | 2                | 5 |                 |                  |                  |                  |                  |  |                 |            |            |            |            |           |   |        |        |
|  | Paris Saint-Germain | Real Madrid (dts) | 3                | 2                | 5 | 1               | 1                | 2                |                  |                  |  |                 |            |            |            |            |           |   |        |        |
|  | Paris Saint-Germain |                   |                  |                  |   | 1               | 1                | 2                |                  |                  |  |                 |            |            |            |            |           |   |        |        |
|  | Real Madrid         | 0                 | 3                | 3                |   |                 |                  |                  |                  |                  |  |                 |            |            |            |            |           |   |        |        |

## Partite

### Ottavi di finale

#### Sorteggio
| Gruppo | Testa di serie  | Non testa di serie  |
| ------ | --------------- | ------------------- |
| A      | Manchester City | Paris Saint-Germain |
| B      | Liverpool       | Atlético Madrid     |
| C      | Ajax            | Sporting Lisbona    |
| D      | Real Madrid     | Inter               |
| E      | Bayern Monaco   | Benfica             |
| F      | Manchester Utd  | Villarreal          |
| G      | Lilla           | Salisburgo          |
| H      | Juventus        | Chelsea             |

#### Risultati
| Squadra 1           | Totale | Squadra 2       | Andata | Ritorno |
| ------------------- | ------ | --------------- | ------ | ------- |
| Salisburgo          | 2 - 8  | Bayern Monaco   | 1 - 1  | 1 - 7   |
| Sporting Lisbona    | 0 - 5  | Manchester City | 0 - 5  | 0 - 0   |
| Benfica             | 3 - 2  | Ajax            | 2 - 2  | 1 - 0   |
| Chelsea             | 4 - 1  | Lilla           | 2 - 0  | 2 - 1   |
| Atlético Madrid     | 2 - 1  | Manchester Utd  | 1 - 1  | 1 - 0   |
| Villarreal          | 4 - 1  | Juventus        | 1 - 1  | 3 - 0   |
| Inter               | 1 - 2  | Liverpool       | 0 - 2  | 1 - 0   |
| Paris Saint-Germain | 2 - 3  | Real Madrid     | 1 - 0  | 1 - 3   |

##### Andata
| Arbitro: | Srđan Jovanović |

|  |           |                                                          |
|  | Marcatori | 7’ Mahrez 17’, 44’ Bernardo Silva 32’ Foden 58’ Sterling |

| Arbitro: | Daniele Orsato |

|              |           |  |
| Mbappé 90+4’ | Marcatori |  |

| Arbitro: | Michael Oliver |

|           |           |           |
| Adamu 21’ | Marcatori | 90’ Coman |

| Arbitro: | Szymon Marciniak |

|  |           |                       |
|  | Marcatori | 75’ Firmino 83’ Salah |

| Arbitro: | Jesús Gil Manzano |

|                        |           |  |
| Havertz 8’ Pulisic 63’ | Marcatori |  |

| Arbitro: | Daniel Siebert |

|            |           |             |
| Parejo 66’ | Marcatori | 1’ Vlahović |

| Arbitro: | Slavko Vinčić |

|                                |           |                      |
| Haller 26’ (aut.) Jaremčuk 72’ | Marcatori | 18’ Tadić 29’ Haller |

| Arbitro: | Ovidiu Hațegan |

|               |           |            |
| João Félix 7’ | Marcatori | 80’ Elanga |

##### Ritorno
| Arbitro: | Antonio Mateu Lahoz |

|  |           |              |
|  | Marcatori | 62’ Martínez |

| Arbitro: | Clément Turpin |

|                                                                             |           |               |
| Lewandowski 12’ (rig.), 21’ (rig.), 23’ Gnabry 31’ Müller 54’, 83’ Sané 85’ | Marcatori | 70’ Kjærgaard |

| Arbitro: | Danny Makkelie |

|                       |           |            |
| Benzema 61’, 76’, 78’ | Marcatori | 39’ Mbappé |

| Manchester 9 marzo 2022, ore 21:00 CET ← andata | Manchester City  | 0 – 0 (tot.: 5-0) referto | Sporting Lisbona | City of Manchester Stadium (51 213 spett.)\| Arbitro: \| Halil Umut Meler \| |
| Arbitro:                                        | Halil Umut Meler |                           |                  |                                                                              |

| Arbitro: | Slavko Vinčić |

|  |           |          |
|  | Marcatori | 41’ Lodi |

| Arbitro: | Carlos del Cerro Grande |

|  |           |           |
|  | Marcatori | 77’ Núñez |

| Arbitro: | Szymon Marciniak |

|  |           |                                                   |
|  | Marcatori | 78’ (rig.) Moreno 85’ Torres 90+2’ (rig.) Danjuma |

| Arbitro: | Davide Massa |

|                   |           |                               |
| Yılmaz 38’ (rig.) | Marcatori | 45+3’ Pulisic 71’ Azpilicueta |

### Quarti di finale

#### Risultati
| Squadra 1       | Totale | Squadra 2       | Andata | Ritorno     |
| --------------- | ------ | --------------- | ------ | ----------- |
| Chelsea         | 4 - 5  | Real Madrid     | 1 - 3  | 3 - 2 (dts) |
| Manchester City | 1 - 0  | Atlético Madrid | 1 - 0  | 0 - 0       |
| Villarreal      | 2 - 1  | Bayern Monaco   | 1 - 0  | 1 - 1       |
| Benfica         | 4 - 6  | Liverpool       | 1 - 3  | 3 - 3       |

##### Andata
| Arbitro: | István Kovács |

|               |           |  |
| De Bruyne 70’ | Marcatori |  |

| Arbitro: | Jesús Gil Manzano |

|           |           |                              |
| Núñez 49’ | Marcatori | 17’ Konaté 34’ Mané 87’ Díaz |

| Arbitro: | Clément Turpin |

|             |           |                       |
| Havertz 40’ | Marcatori | 21’, 24’, 46’ Benzema |

| Arbitro: | Anthony Taylor |

|            |           |  |
| Danjuma 8’ | Marcatori |  |

##### Ritorno
| Arbitro: | Slavko Vinčić |

|                 |           |               |
| Lewandowski 52’ | Marcatori | 88’ Chukwueze |

| Arbitro: | Szymon Marciniak |

|                         |           |                                  |
| Rodrygo 80’ Benzema 96’ | Marcatori | 15’ Mount 51’ Rüdiger 75’ Werner |

| Arbitro: | Serdar Gözübüyük |

|                             |           |                                  |
| Konaté 21’ Firmino 55’, 65’ | Marcatori | 32’ Ramos 73’ Jaremčuk 82’ Núñez |

| Madrid 13 aprile 2022, ore 21:00 CEST ← andata | Atlético Madrid | 0 – 0 (tot.: 0-1) referto | Manchester City | Stadio Wanda Metropolitano (65 675 spett.)\| Arbitro: \| Daniel Siebert \| |
| Arbitro:                                       | Daniel Siebert  |                           |                 |                                                                            |

### Semifinali

#### Risultati
| Squadra 1       | Totale | Squadra 2   | Andata | Ritorno     |
| --------------- | ------ | ----------- | ------ | ----------- |
| Manchester City | 5 - 6  | Real Madrid | 4 - 3  | 1 - 3 (dts) |
| Liverpool       | 5 - 2  | Villarreal  | 2 - 0  | 3 - 2       |

##### Andata
| Arbitro: | István Kovács |

|                                                     |           |                                      |
| De Bruyne 2’ Jesus 11’ Foden 53’ Bernardo Silva 74’ | Marcatori | 33’, 82’ (rig.) Benzema 55’ Vinícius |

| Arbitro: | Szymon Marciniak |

|                               |           |  |
| Estupiñán 53’ (aut.) Mané 55’ | Marcatori |  |

##### Ritorno
| Arbitro: | Danny Makkelie |

|                     |           |                               |
| Dia 3’ Coquelin 41’ | Marcatori | 62’ Fabinho 67’ Díaz 74’ Mané |

| Arbitro: | Daniele Orsato |

|                                       |           |            |
| Rodrygo 90’, 90+1’ Benzema 95’ (rig.) | Marcatori | 73’ Mahrez |

### Finale
| Arbitro: | Clément Turpin |

|  |           |              |
|  | Marcatori | 59’ Vinícius |